# Sci alpino ai XIX Giochi olimpici invernali - Supergigante femminile
Tra le competizioni dello sci alpino ai XIX Giochi olimpici invernali di Salt Lake City 2002 il supergigante femminile si disputò domenica 17 febbraio sulla pista Wildflower di Snowbasin; l'italiana Daniela Ceccarelli vinse la medaglia d'oro, la croata Janica Kostelić quella d'argento e l'italiana Karen Putzer quella di bronzo.
Detentrice uscente del titolo era la statunitense Picabo Street, che aveva vinto la gara dei XVIII Giochi olimpici invernali di Nagano 1998 disputata sul tracciato di Happo One precedendo le austriache Michaela Dorfmeister e Alexandra Meissnitzer (rispettivamente medaglia d'argento e medaglia di bronzo); la campionessa mondiale in carica era la francese Régine Cavagnoud, vincitrice a Sankt Anton am Arlberg 2001 davanti all'italiana Isolde Kostner e alla tedesca Hilde Gerg.

## Risultati
| Pos. | Pett. | Atleta                     | Nazione     | Tempo   | Distacco |
| ---- | ----- | -------------------------- | ----------- | ------- | -------- |
| 1    | 9     | Daniela Ceccarelli         | Italia      | 1:13,59 |          |
| 2    | 16    | Janica Kostelić            | Croazia     | 1:13,64 | +0,05    |
| 3    | 2     | Karen Putzer               | Italia      | 1:13,86 | +0,27    |
| 4    | 5     | Alexandra Meissnitzer      | Austria     | 1:13,95 | +0,36    |
| 5    | 8     | Hilde Gerg                 | Germania    | 1:13,99 | +0,40    |
| 6    | 4     | Michaela Dorfmeister       | Austria     | 1:14,08 | +0,49    |
| 7    | 7     | Carole Montillet           | Francia     | 1:14,28 | +0,69    |
| 8    | 6     | Renate Götschl             | Austria     | 1:14,44 | +0,85    |
| 9    | 11    | Corinne Rey-Bellet         | Svizzera    | 1:14,73 | +1,14    |
| 10   | 19    | Mélanie Suchet             | Francia     | 1:14,83 | +1,24    |
| 11   | 18    | Martina Ertl               | Germania    | 1:14,84 | +1,25    |
| 12   | 12    | Pernilla Wiberg            | Svezia      | 1:14,89 | +1,30    |
| 13   | 10    | Isolde Kostner             | Italia      | 1:14,99 | +1,40    |
| 14   | 13    | Kirsten Clark              | Stati Uniti | 1:15,13 | +1,54    |
| 15   | 30    | Carolina Ruiz              | Spagna      | 1:15,17 | +1,58    |
| 16   | 26    | Jonna Mendes               | Stati Uniti | 1:15,25 | +1,66    |
| 17   | 21    | Kathleen Monahan           | Stati Uniti | 1:15,59 | +2,00    |
| 18   | 33    | Catherine Borghi           | Svizzera    | 1:15,62 | +2,03    |
| 18   | 29    | Geneviève Simard           | Canada      | 1:15,62 | +2,03    |
| 20   | 3     | Mélanie Turgeon            | Canada      | 1:15,76 | +2,17    |
| 21   | 28    | Mojca Suhadolc             | Slovenia    | 1:15,90 | +2,31    |
| 22   | 27    | Ingrid Jacquemod           | Francia     | 1:16,17 | +2,58    |
| 23   | 1     | Petra Haltmayr             | Germania    | 1:16,25 | +2,66    |
| 24   | 22    | Špela Bračun               | Slovenia    | 1:16,35 | +2,76    |
| 25   | 31    | Lucie Hrstková             | Rep. Ceca   | 1:16,56 | +2,97    |
| 26   | 23    | Varvara Zelenskaja         | Russia      | 1:16,62 | +3,03    |
| 27   | 24    | Janette Hargin             | Svezia      | 1:16,75 | +3,16    |
| 28   | 40    | Chemmy Alcott              | Regno Unito | 1:17,34 | +3,75    |
| 29   | 42    | Alexandra Munteanu         | Romania     | 1:17,84 | +4,25    |
| 29   | 35    | Jenny Owens                | Australia   | 1:18,84 | +4,25    |
| 31   | 37    | Macarena Simari Birkner    | Argentina   | 1:20,24 | +6,65    |
|      | 14    | Caroline Lalive            | Stati Uniti | DNF     | DNF      |
|      | 15    | Tanja Schneider            | Austria     | DNF     | DNF      |
|      | 17    | Sylviane Berthod           | Svizzera    | DNF     | DNF      |
|      | 20    | Patrizia Bassis            | Italia      | DNF     | DNF      |
|      | 25    | Regina Häusl               | Germania    | DNF     | DNF      |
|      | 32    | Anne-Marie LeFrançois      | Canada      | DNF     | DNF      |
|      | 34    | Ingeborg Helen Marken      | Norvegia    | DNF     | DNF      |
|      | 36    | Sara-Maude Boucher         | Canada      | DNF     | DNF      |
|      | 38    | Gabriela Martinovová       | Rep. Ceca   | DNF     | DNF      |
|      | 39    | Dagný Kristjánsdóttir      | Islanda     | DNF     | DNF      |
|      | 41    | Alice Jones                | Australia   | DNF     | DNF      |
|      | 44    | Anita Irarrazába           | Cile        | DNF     | DNF      |
|      | 43    | María Belén Simari Birkner | Argentina   | DNS     | DNS      |
|      | 45    | Nadežda Vasileva           | Bulgaria    | DNS     | DNS      |

Legenda:

DNF = prova non completata

DNS = non partita

Pos. = posizione

Pett. = pettorale
Ore: 10.00 (UTC-7)

Pista: Wildflower

Partenza: 2 584 m s.l.m.

Arrivo: 1 948 m s.l.m.

Lunghezza: 1 944 m

Dislivello: 600 m

Porte: 38

Tracciatore: Peter Endraß (Svezia)